# 巴赫卡來陶鯰
巴赫卡來陶鯰（学名：Kalyptodoras bahiensis），為輻鰭魚綱鯰形目鼬鯰科的其中一種，為熱帶淡水魚，分布於南美洲巴西東北部Paraguaçu河流域，體長可達24.5公分，棲息在底層水域，生活習性不明。
其种加词bahiensis，意为巴西“巴伊亚州（Bahia）的”。